# 江西省第一次工农兵代表大会旧址
江西省第一次工农兵代表大会旧址位于江西省兴国县潋江镇背街，红军桥头西端南侧。旧址原为陈姓宗祠。1932年5月1日，江西省第一次工农兵代表大会在此召开。2006年作为兴国革命旧址的一部分被列为第六批全国重点文物保护单位。

## 建筑
陈姓宗祠始建于清朝光绪二十七年（1901年），为砖木结构，硬山屋顶，两边为封火山墙，坐西向东，前后围墙，分上下两厅、厅间有天井，前厅原有钟楼和鼓室，后厅左右配有厢房。面阔21.6米，进深30.6米，建筑面积为660.96平方米，总占地面积为921平方米（另有资料为945平方米）。祠内七对抹角红石方柱上仍留存有“进行持久的艰苦战争”等30余条苏区时的标语，后厅左墙还保留有一幅图文并茂的宣传画。

## 江西省第一次工农兵代表大会
1932年5月1日至8日（另有资料为历时15天），江西省第一次工农兵代表大会在此召开，有240余名正式代表和20多名候补代表参加了大会。项英、曾山、陈毅等23人为大会主席团成员。项英作临时中央政府政治报告，曾山作江西省苏维埃政府工作报告，大会通过了土地、扩红、财政、经济、文化教育工作等问题以及《拥护临时中央政府对日战争宣言》的8个决议案。大会正式选举产生了江西苏维埃政府执行委员会，曾山继续当选为江西省苏维埃政府主席，胡海为副主席。